# Castello di Belœil
Il castello di Belœil è un castello che sorge a Belœil, nella Provincia dell'Hainaut.

## Storia

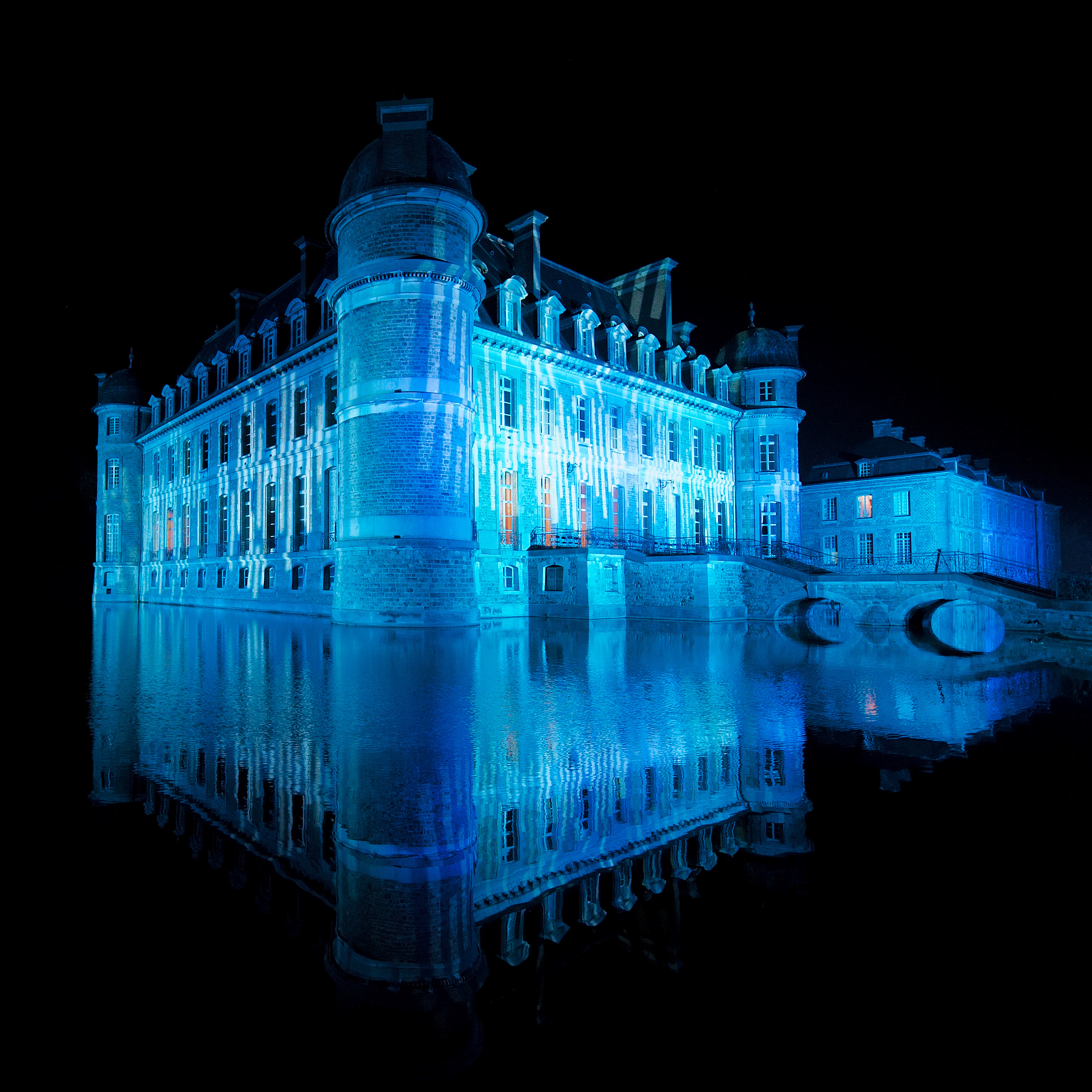
Veduta notturna del Castello di Belœil

Edificato attorno al XIV secolo, divenne sede dei Principi di Ligne fin dal 1394. A partire dal XV secolo divenne residenza abituale della famiglia. 
Si trattava dall'inizio di un vero e proprio castello, con una cinta muraria e possenti mura ma, attorno al XVII e XVIII secolo fu gradualmente trasformato in dimora signorile, con pesanti modifiche strutturali e stilistiche; il castello è circondato da un parco in stile barocco disegnato nel 1664.